# Étampes
Étampes je mesto in občina v osrednji francoski regiji Île-de-France, podprefektura departmaja Essonne. Leta 1999 je mesto imelo 21.839 prebivalcev.

## Geografija
Kraj leži v osrednji Franciji ob reki Chalouette 38 km jugozahodno od Évryja. Skupaj s sosednjimi občinami Morigny-Champigny in Brières-les-Scellés tvori mestno skupnost (satelitsko predmestje Pariza), v kateri je leta 1999 živelo 26.604 prebivalcev.

## Administracija
Étampes je sedež istoimenskega kantona, v katerega so poleg njegove vključene še občine Boissy-le-Sec, Boutervilliers, Bouville, Brières-les-Scellés, Chalo-Saint-Mars, Morigny-Champigny, Ormoy-la-Rivière, Puiselet-le-Marais, Saint-Hilaire in Valpuiseaux z 31.313 prebivalci.
Mesto je prav tako sedež okrožja, v katerem se nahajajo kantoni Dourdan, Étampes, Étréchy, La Ferté-Alais, Méréville in Saint-Chéron s 125.148 prebivalci.

## Zgodovina
Étampes (latinsko Stampae) je omenjen na začetku 7. stoletja, ko je pripadal kraljevi oblasti. V času srednjega veka je gostil kar nekaj koncilov, od katerih najpomembnejši v letu 1130, kjer je bil priznan zakoniti papež Inocenc II. Leta 1652, v času francoske državljanske vojne, je bil kraj močno poškodovan.

## Zanimivosti
- cerkev Notre-Dame du Fort,
- cerkev sv. Bazilija,
- cerkev sv. Egidija,
- cerkev sv. Martina,
- Mestna hiša Hôtel de Ville,
- Tour de Guinette, ostanek gradu lokalnih grofov Château d'Étampes.

## Pobratena mesta
- Borna (Nemčija).